# 福赫伯
福赫伯（德語：Herbert Franke，又譯傅海波、傅海博或楊瑀；1914年9月17日–2011年6月10日）是一位德国汉学家。他以研究金朝和元朝历史而闻名。他同时为《剑桥中国辽西夏金元史》的主编之一。
福赫伯虽然与另一德国知名汉学家福兰阁（Otto Franke）同姓，但与这个出身于汉堡的傅氏（Franke）家族并无渊源，福兰阁之子傅吾康（Wolfgang Franke）五十年代执教于汉堡大学汉学系，而傅海博则在慕尼黑大学汉学系，当时有西德汉学界“南北二傅平分秋色各领风骚”的说法。

## 連結
- Herbert Franke（德国国家图书馆目录）